# Capacité de financement
Pour les articles homonymes, voir Capacité.
En comptabilité nationale, la capacité de financement est le solde du compte de capital. Ce solde est égal à l'épargne brute augmentée des transferts nets en capital et diminuée des dépenses faites à des fins d'accumulation : FBCF, variations de stocks, acquisitions nettes d'objets de valeur et d'actifs non financiers non produits (terrains, actifs incorporels…).
On parle de capacité de financement si le solde est positif, et de besoin de financement s'il est négatif. On considère que les administrations publiques et les sociétés non financières ont en général un besoin de financement.
Selon l'Insee, la capacité de financement est le montant net dont dispose une unité ou un secteur pour financer, directement ou indirectement, d'autres unités ou d'autres secteurs.
Elle représente le solde du compte de capital et elle se définit comme suit :
```
épargne nette + transferts en capital à recevoir
- transferts en capital à payer - valeur des acquisitions - cessions d'actifs non financiers - consommation de capital fixe 
= solde du compte de capital.
```